# Glypta kukakensis
Glypta kukakensis är en stekelart som beskrevs av William Harris Ashmead 1902. Glypta kukakensis ingår i släktet Glypta och familjen brokparasitsteklar. Inga underarter finns listade i Catalogue of Life.